# Myrmecaelurus krugeri
Myrmecaelurus krugeri är en insektsart som först beskrevs av Navás 1930.  Myrmecaelurus krugeri ingår i släktet Myrmecaelurus och familjen myrlejonsländor. Inga underarter finns listade i Catalogue of Life.